# Rasahus biguttatus
Rasahus biguttatus är en insektsart som först beskrevs av Thomas Say 1832.  Rasahus biguttatus ingår i släktet Rasahus och familjen rovskinnbaggar. Inga underarter finns listade i Catalogue of Life.